# Uragami Gyokudō
Uragami Gyokudō (浦上 玉堂), de son vrai nom Uragami Hitsu, autre pseudonyme : Kumpo, nom de pinceau : Gyokudō et Gyokudō-Kinshi, nom familier : Heiyemon, né en 1745 à Bizen (Préfecture d'Okayama) et mort en 1820, est un peintre japonais de paysages et dessinateur.

## Biographie
La vie de Uragami Gyokudō nous est connue grâce à des recherches récentes. Né dans une famille de samouraïs au service du seigneur du Clan Ikeda, Province de Bizen, il devient chef de famille à l'âge de six ans à la suite du décès de son père. Il fait des études confucéennes avant d'être conseiller personnel du seigneur d'Ikeda .
À la mort de ce dernier en 1768, il effectue un grand voyage à travers le Japon. Mais avant, il a fait une dizaine de séjours à Edo pour y étudier la poésie, la peinture et la cithare (koto). Le nom de Gyokudō vient d'une inscription sur la cithare chinoise qu'il possède; il s'appelle parfois lui-même Gyokudō-Kinshi (le maître de cithare du hall de jade).
En 1792, à la mort de sa femme, alors que le gouvernement Tokugawa interdit certaines doctrines néo-confucianistes, Gyokudō se retire du service féodal et voyage avec ses deux fils, vivant de sa musique. Il ne semble pas vivre de sa peinture mais il passe le reste de sa vie en pèlerinages artistiques. Saisi par l'inspiration, il boit du saké, joue du koto et, au comble de l'exaltation artistique, lance ses pinceaux sur le papier pour traduire ses paysages intérieurs en touches légères d'encre et de lavis.
Vers la fin de sa vie, il s'installe à Kyōto où il lie amitié avec Chikuden et Beisanjin, peintres de l'école de nanga (peinture de lettré). Il est peu apprécié comme peintre, de son vivant, et son fils Shunkin (1779-1846), artiste plaisant mais peu inspiré, est beaucoup plus estimé que lui.
Les meilleures œuvres de Gyokudō, l'un des grands maîtres de cette école Nanga, date de la fin de sa vie. Il est sans doute le premier artiste japonais à comprendre et à utiliser l'une des techniques fondamentales de la peinture de lettré chinoise: la constitution d'une riche texture picturale par superposition et entrecroisement de traits de pinceau de qualité différente, sec et humide, large et fin, clair et foncé.
La substance de la forme n'est plus le fruit de la technique classique (contour, coloration) mais d'une accumulation graduelle de coups de pinceau qui fait penser au tissage d'un textile. Il obtient une remarquable profondeur et une surface suffisamment agitée pour attirer l'œil.
Dans ses paysages, la répétition insistante de traits horizontaux à l'encre légère confère à l'œuvre une douce vibration, celle même du monde vivant de l'air et du vent. Son observation très subtile de la nature et sa sensibilité lui donne un réel équilibre: chaque paysage est un véritable état d'âme. Gyokudō est l'un des rares maîtres du Nanga à pouvoir passer d'un petit à un grand format sans y perdre la moindre sensibilité.
Ses grandes compositions sont plus variées à partir d'une structure de base toujours sensiblement semblable à elle-même: bouquets de grands arbres au premier plan, sur un promontoire, rivière au second plan, collines rondes qui remplissent la partie supérieure, et maisons à demi-cachées dans les feuillages. La nature semble en perpétuel changement et l'alternance de clair et de sombre permet à la lumière de circuler constamment.
L'un des drames de la peinture de lettré, au Japon, est que le talent exceptionnel de Gyokudō soit resté celui d'un seul homme: ce n'est que beaucoup plus tard avec Okada Hankô et Tomioka Tessai (1837-1924) que l'on retrouve un écho de sa ferveur. Mais les plus grands maîtres du Nanga restent des personnalités isolées sans continuité.

## Musées
- Musées détenant des œuvres de Uragami Gyokudō:
- Kyōto (Nat. Mus.) - Shiga (Fuse Art Mus.) - Tōkyō (Ide-mitsu Mus.) et (Umezawa Memorial Hall).